# Winthir-Apotheke
Die Winthir-Apotheke wurde 1826 als die erste Apotheke im damaligen „Landgericht München links der Isar“ in Nymphenburg errichtet und 1878 nach Neuhausen an den heutigen Rotkreuzplatz in München verlegt. Die Winthir Apotheke ist die älteste Apotheke Neuhausens und das älteste bestehende Unternehmen am Rotkreuzplatz.

## Geschichte
Der frühere Landgerichtsapotheker in Dachau und Inhaber von 1815 bis 1830 der Löwen Apotheke in München Alois Hofmann erhielt 1826 die Genehmigung zur Errichtung einer Filialapotheke in Nymphenburg. Diese befand sich im südlichen Rondellflügel (das zweite Kavaliersgebäude des südlichen Schlossrondells) des Schloss Nymphenburgs. Sein Nachfolger Joseph Reuther übernahm 1831 auch den für die Filiale zuständigen Provisor Johann Nepomuk Hillebrand. Letzterer war vor dieser Zeit Apotheker in Inderstorf. 1832 erwirbt der Schwager von Joseph Reuther, Joseph Sutor, die Apotheke und löst die Filialisierung mit der Löwen Apotheke auf. Die Apotheke wird 1832 eigenständig und durch den Erwerb der Räumlichkeiten 1837 wird der Standort für die Apotheke gefestigt. Nachdem Josef Sutor nach dem Tod seines Schwagers die Löwen Apotheke im Zentrum von München übernommen hat, verkauft er die Apotheke 1840 an Anton Gulielmo. Letzterer ist 1805 in Mühldorf am Inn geboren und war von 1830 bis 1836 Pächter der Apotheke in Murnau, bevor er 1840 die Apotheke im Nymphenburger Schlossrondell samt Haus übernahm. 1872 ist Anton Gulielmo in Nymphenburg gestorben. Nach dessen Tod übernimmt sein Sohn, Joseph Gulielmo, geboren 1841 in Nymphenburg, die Apotheke. Weil die Bevölkerungszahl Neuhausens jene von Nymphenburg mehrfach übertroffen, verlegte er im Jahr 1878 die Apotheke an den Rotkreuzplatz. Sie erhält zu diesem Zeitpunkt den Namen Winthir Apotheke, benannt nach dem Schutzpatron des Stadtteils Neuhausens.
Im Jahr 1882 übernimmt Heinrich Buchner die Winthir Apotheke. Er ist 1849 in München geboren und war von 1877 bis 1881 Besitzer der Apotheke in Tölz. In den Jahren 1896/97 errichtete er am heutigen Standort Ecke Nymphenburger-/Leonrodstraße ein neues Apothekengebäude, das mit seinem markanten Turm zum Wahrzeichen Neuhausens wurde. Als Vorbild diente ihm dabei der Münzturm von Hall in Tirol. Der von ihm beauftragte Architekt war Leonhard Romeis. In seinen letzten Lebensjahren und nach seinem Tod bis zum Ableben seiner Witwe Marie Buchner im Jahre 1941 war die Winthir-Apotheke insgesamt viermal verpachtet. Die Pächter waren Josef Selmayr (1920–1928), Alfred Dax (1928), Max Craemer (1928–1939) und Georg Frietinger (1939–1941).
Im Jahr 1942 bewarb sich der Münchner Apotheker Dr. Hermann Vogel um die frei gewordene Konzession der Winthir Apotheke; er war geboren 1893 in München, war Apotheker und Diplom-Volkswirt († 1963). Der Übernahme der Apotheke im Jahr 1942 folgte am 4. Oktober 1944 die Zerstörung durch einen Luftangriff.
Nach der Zerstörung der Winthir Apotheke übernahm Hermann Vogel zwischenzeitlich die Apotheke in Pfronten. 1948 wurde die Winthir Apotheke in den Räumen der Nymphenburgerstraße 154 wieder eröffnet. 1951 zog die Winthir Apotheke wieder an den ursprünglichen Platz in der Nymphenburgerstraße 160, ihrem heutigen Platz, um. Nach seinem plötzlichen Tod pachtete 1964 sein gleichnamiger Sohn Dr. Hermann Vogel (* 1934) die Winthir Apotheke bis zum Tod seiner Mutter 1985. Nach dem Tod seiner Mutter übernahm Hermann Vogel 1985 die Winthir Apotheke als Inhaber und übergab diese am 1. Oktober 1996 an seinen ältesten Sohn Dr. Hermann Vogel Junior (* 1965).
Die Winthir Apotheke wurde mehrfach umgebaut, um den jeweils aktuellen wissenschaftlichen und technischen Erfordernissen gerecht zu werden.
Seit 1996 ist Hermann Vogel Inhaber der Winthir Apotheke. Die Apotheke wird seit 1997 mit einer EDV-gestützten Warenwirtschaft betrieben, ist QMS-zertifiziert und besitzt seit 2013 ein automatisiertes Warenlager (Rowa Automatisierungssysteme).
Seit 2017 versucht der Betreiber, Konkurrenten, die den Vertriebsweg Amazon nutzen, abzumahnen, mit der Begründung, dass diese gegen den Datenschutz verstoßen würden.